# Binnenmaas
Binnenmaas – gmina w prowincji Holandia Południowa w Holandii.

## Miejscowości
Blaaksedijk, 's-Gravendeel, Goidschalxoord, Greup, Heinenoord, Maasdam (siedziba gminy), Mijnsheerenland, Puttershoek, Westmaas.